# Olga Korbut
Olga Walentinowna Korbut, po mężu Bortkiewicz, później Wojnicz (ros. Ольга Валентиновна Корбут; ur. 16 maja 1955 w Grodnie) – białoruska gimnastyczka reprezentująca Związek Radziecki. Czterokrotna mistrzyni i dwukrotna wicemistrzyni olimpijska z Monachium (1972) i Montrealu (1976).
W 1972 roku zdobyła trzy złote medale olimpijskie, dwa indywidualnie w ćwiczeniach wolnych i na równoważni oraz drużynowo. Miała szansę na medal w wieloboju indywidualnym, ale przeszkodził w tym jej upadek na poręczach. Jej cechą charakterystyczną była duża elastyczność i odważne ruchy. Jej występy wyróżniał akrobatyczny, baletowy styl. W występie olimpijskim 1972 na równoważni otrzymała notę 9,800 na 10, ale jej występ zrobił tak wielkie wrażenie na 11 tys. kibiców na hali, że wygwizdali zbyt niski wynik i dali jej owacje na stojąco. Zakończyła karierę w 1977 roku i osiedliła się w Atlancie w Stanach Zjednoczonych.

## Osiągnięcia

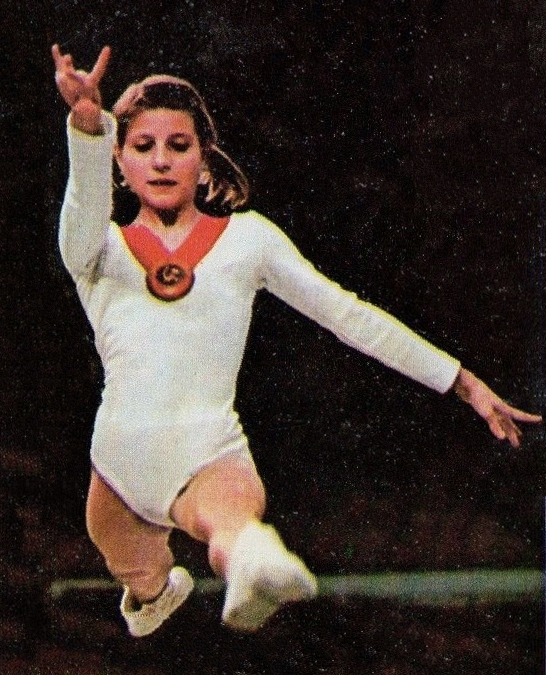
Korbut ok. 1972 roku

| Zawody                           | Rok                   | Konkurencja           | Konkurencja           | Konkurencja           | Konkurencja           | Konkurencja           | Konkurencja           |
| Zawody                           | Rok                   | VT                    | UB                    | BB                    | FX                    | wielobój ind.         | wielobój druż.        |
| Zawody międzynarodowe            | Zawody międzynarodowe | Zawody międzynarodowe | Zawody międzynarodowe | Zawody międzynarodowe | Zawody międzynarodowe | Zawody międzynarodowe | Zawody międzynarodowe |
| -------------------------------- | --------------------- | --------------------- | --------------------- | --------------------- | --------------------- | --------------------- | --------------------- |
| Igrzyska olimpijskie             | 1976                  | 7 QR                  | 5                     | 2                     | 17T QR                | 5                     | 1                     |
| Igrzyska olimpijskie             | 1972                  | 5                     | 2                     | 1                     | 1                     | 7                     | 1                     |
| Mistrzostwa świata               | 1974                  | 1                     | 2                     | 2                     | 2                     | 2                     | 1                     |
| Mistrzostwa Europy               | 1973                  |                       |                       |                       |                       | 2                     |                       |
| Puchar Świata                    | 1975                  |                       |                       |                       |                       | 2                     |                       |
| Zawody krajowe                   |                       |                       |                       |                       |                       |                       |                       |
| Mistrzostwa Związku Radzieckiego |                       |                       |                       |                       |                       |                       |                       |
| 1975                             | 2                     | 6                     | 1                     | 5                     | 1                     | 1                     |                       |
| 1974                             | 1                     | 1                     |                       |                       | 2                     | 4                     |                       |
| 1972                             |                       | 2                     | 2                     |                       | 3                     | 2                     |                       |

## Nagrody i osiągnięcia
- Międzynarodowa Galeria Sławy Gimnastyki – 1988[11]